# Mantophryne
Mantophryne – rodzaj płazów bezogonowych z podrodziny Asterophryinae w rodzinie wąskopyskowatych (Microhylidae).

## Zasięg występowania
Rodzaj obejmuje gatunki występujące na Nowej Gwinei i Luizjadach.

## Systematyka

### Etymologia
- Mantophryne: gr. μαντις mantis, μαντεως manteōs „wieszcz, prorok” (tj. żaba drzewna)[5]; φρυνη phrunē, φρυνης phrunēs „ropucha”[6].
- Pherohapsis: gr. φερω pherō „nieść”[7]; ασπις aspis, ασπιδος aspidos „tarcza”[8]. Gatunek typowy: Pherohapsis menziesi Zweifel, 1972.

### Podział systematyczny
Do rodzaju należą następujące gatunki:
- Mantophryne axanthogaster Kraus & Allison, 2009
- Mantophryne insignis Günther & Richards, 2016
- Mantophryne lateralis Boulenger, 1897
- Mantophryne louisiadensis (Parker, 1934)
- Mantophryne menziesi (Zweifel, 1972)